# US Bougouni
El Union Sportive Bougouni es un equipo destacado de fútbol de Malí que juega en la Segunda División de Malí, la segunda liga de fútbol más importante del país, además de ser uno de los mejores.

## Historia
Fue fundado en el año 2009 en la ciudad de Bougouni a raíz de la fusión de los equipos AS Tadona, AS Balanzan y AS Banimonotié. Nunca ha jugado en la Primera División de Malí, aunque es conocido por ser el primer equipo que no juega en la máxima categoría en ganar el título de Copa, jugando la primera final que no incluía a alguno de los 3 equipos más populares de Malí: Djoliba AC, Stade Malien y el AS Real Bamako.
A nivel internacional ha jugado 1 torneo continental, la Copa Confederación de la CAF 2013, siendo eliminado en la Primera ronda por el Caála de Angola.

## Palmarés
- Copa de Malí: 1

2012

## Participación en competiciones de la CAF
| Temporada | Torneo                       | Ronda      | Club               | Casa | Visita | Global |
| --------- | ---------------------------- | ---------- | ------------------ | ---- | ------ | ------ |
| 2013      | Copa Confederación de la CAF | Preliminar | Unisport de Bafang | 2-0  | 1-0    | 3-0    |
| 2013      | Copa Confederación de la CAF | 1          | CR Caála           | 0-2  | 0-4    | 0-6    |